# WISH (岩崎宏美のアルバム)
『WISH』（ウィッシュ）は、岩崎宏美の9枚目のオリジナル・アルバム。1980年8月5日発売。

## 解説
- デビュー6年目にして初のLA録音盤。カントリー風なナンバーから、軽いAORまで、幅広いジャンルの曲を収録。
- タイトル曲「Wishes」は、作曲者・筒美京平のピアノ一本と同時録音した。緊張のあまりコチコチになってしまい、ワインを飲んでリラックスして吹き込んだと、岩崎本人が語っている。
- シングルで発売された「女優」も現地にて録音、リアレンジされている。
- 「Wishes」は1995年のセルフ･カバー･アルバム『My Gratitude 〜感謝』に、「Sympathy」は1999年の同『Never Again 〜許さない』に新たに収録されている。
- 1994年に廉価盤で初CD-DA化された。また、2007年に紙ジャケットで復刻された際には、アルバム未収録であった19枚目のシングル「スローな愛がいいわ」（1980年1月21日）とそのB面曲「白夜」、20枚目のシングル「女優」のシングル・ヴァージョンとそのB面曲「レンガ通りの恋人たち」、21枚目のシングル「銀河伝説／愛の生命」（1980年8月5日、両A面）、さらにカセットのみで発売されたベスト曲集の『GOLDEN PRIZE』（1980年5月21日）に収録されていた、郵政省（現・JP日本郵便）「ふみの日」のイメージ・ソング「寂しくないですか -ふみの日の歌-」がボーナス・トラックとして収録された。

## 収録曲

### オリジナル盤
全作曲・編曲: 筒美京平（特記以外）
1. WISHES
  - 作詞: 橋本淳
2. 五線紙のカウボーイ
  - 作詞: 橋本淳
3. SYMPATHY
  - 作詞: なかにし礼、編曲: 後藤次利
4. STREET DANCER
  - 作詞: 橋本淳
5. KISS AGAIN
  - 作詞: 康珍化、編曲: 後藤次利
6. HALF MOON
  - 作詞: 康珍化、編曲: 後藤次利
7. 女優
  - 作詞: なかにし礼、編曲: 後藤次利
    - アルバム・ヴァージョンで収録（表記なし）
8. ROSE
  - 作詞: なかにし礼、編曲: 後藤次利
9. 処女航海
  - 作詞: 阿久悠
10. 夕凪海岸
  - 作詞: 山川啓介、編曲: 戸塚修
11. 最後の旅
  - 作詞: 山川啓介、編曲: 戸塚修
12. WISHES（リプライズ）
  - 作詞: 橋本淳

### CD（2007年盤）
1. WISHES
2. 五線紙のカウボーイ
3. SYMPATHY
4. STREET DANCER
5. KISS AGAIN
6. HALF MOON
7. 女優
8. ROSE
9. 処女航海
10. 夕凪海岸
11. 最後の旅
12. WISHES（リプライズ）
13. スローな愛がいいわ（ボーナス・トラック）
  - 作詞: 三浦徳子、作曲: 筒美京平、編曲: 萩田光雄
  - 19thシングル。
14. 白夜（ボーナス・トラック）
  - 作詞: 三浦徳子、作曲: 筒美京平、編曲: 林哲司
  - 19thシングル「スローな愛がいいわ」のB面曲。富士重工（スバル）のラジオCMソング。
15. 女優（シングル・ヴァージョン）（ボーナス・トラック）
  - 作詞: なかにし礼、作曲・編曲: 筒美京平
  - 20thシングル。スバル・レオーネCMソング。
16. レンガ通りの恋人たち（ボーナス・トラック）
  - 作詞: 伊達歩、作曲: 筒美京平、編曲: 後藤次利
  - 20thシングル「女優」のB面曲。
17. 銀河伝説（ボーナス・トラック）
  - 作詞: 阿久悠、作曲: 宮川泰、編曲: 川口真
  - 21stシングル。アニメ映画『ヤマトよ永遠に』幕間曲。
18. 愛の生命（ボーナス・トラック）
  - 作詞: 山口洋子、作曲: 浜田金吾、編曲: 戸塚修
  - 21stシングル「銀河伝説」のB面曲（両A面扱い）。『ヤマトよ永遠に』劇中歌。
19. 寂しくないですか -ふみの日の歌-（ボーナス・トラック）
  - 作詞: 長者原寿子、補作詞: 伊藤アキラ、作曲・編曲: 川口真
  - 郵政省「ふみの日」イメージ・ソング。